# Winifred Hardinge, baronessa Hardinge di Penshurst
Lady Winifred Selina Hardinge, baronessa Hardinge di Penshurst, nata Winifred Selina Sturt, (Londra, 17 marzo 1868 – Penshurst, 11 luglio 1914), è stata una nobildonna inglese.

## Biografia
Era la seconda figlia di Henry Sturt, I barone di Alington Crichel, e della sua prima moglie, Lady Augusta Bingham, figlia di George Charles Bingham, III conte di Lucan.
Suo padre era un magnate delle corse e un caro amico del principe del Galles.

## Matrimonio
Sposò, il 17 aprile 1890, Charles Hardinge, I barone di Hardinge Penhurst (20 giugno 1858–2 agosto 1944), figlio di Charles Hardinge, II visconte di Hardinge Lahore, e di sua moglie, lady Lavinia Bingham. Ebbero tre figli:
- Lord Edward Charles Hardinge (3 maggio 1892-18 dicembre 1914)
- Alexander Hardinge, II barone Hardinge di Penhurst (17 maggio 1894-29 maggio 1960), sposò Helen Gascoyne-Cecil, ebbero tre figli;
- Diamont Evelyn Violet Hardinge (8 giugno 1900-11 gennaio 1927), sposò Robert Abercromby di Birkenbog, IX Baronetto, non ebbero figli.

L'unione venne osteggiata dalla sua famiglia a causa della consanguineità tra Winifred e Charles (erano cugini di primo grado), così come della relativa indigenza di Hardinge.
Ricoprì la carica di Woman of the Bedchamber della principessa del Galles dal 1893. Quando Edoardo VII salì al trono nel 1901, continuò come Woman of the Bedchamber della nuova regina, Alessandra, servendo per tutto il regno dal 1901 al 1910.
Quando suo marito venne nominato Barone Hardinge di Penshurst nel 1910, lei venne nominata Lady of the Bedchamber dell'allora Regina Vedova.

### India
Hardinge fu nominato Viceré dell'India alla fine del 1910 e sua moglie lo accompagnò. Il mandato fu memorabile e incluse la visita di Re Giorgio V e il Delhi Durbar del 1911, così come lo spostamento della capitale da Calcutta a Nuova Delhi nel 1911.

## Morte
Morì il 11 luglio 1914. Ebbe un ruolo determinante nell'avvio del Lady Hardinge Medical College, a Delhi, la prima scuola di medicina esclusivamente per donne in India. Inizialmente chiamata Queen Mary's College and Hospital, dopo la morte di Lady Hardinge nel 1914 è stata intitolata a lei per onorare il suo contributo.

## Ascendenza
|                                       |                                        |                                                    | Genitori                                           |  |  | Nonni |  |  | Bisnonni         |  |  | Trisnonni          |  |
|                                       |                                        |                                                    |                                                    |  |  |       |  |  | 8. Charles Sturt |  |  | 16. Humphrey Sturt |  |
|                                       |                                        |                                                    |                                                    |  |  |       |  |  | 8. Charles Sturt |  |  | 16. Humphrey Sturt |  |
|                                       |                                        | 17. Mary Pitfield                                  |                                                    |  |  |       |  |  | 8. Charles Sturt |  |  |                    |  |
| 4. Henry Sturt                        |                                        |                                                    |                                                    |  |  |       |  |  | 8. Charles Sturt |  |  |                    |  |
|                                       |                                        | 9. Mary Anne Ashley-Cooper                         | 18. Anthony Ashley-Cooper, IV conte di Shaftesbury |  |  |       |  |  |                  |  |  |                    |  |
|                                       |                                        | 9. Mary Anne Ashley-Cooper                         | 18. Anthony Ashley-Cooper, IV conte di Shaftesbury |  |  |       |  |  |                  |  |  |                    |  |
|                                       |                                        | 9. Mary Anne Ashley-Cooper                         | 19. Mary Bouverie                                  |  |  |       |  |  |                  |  |  |                    |  |
| 2. Henry Sturt, I barone Alington     |                                        | 9. Mary Anne Ashley-Cooper                         |                                                    |  |  |       |  |  |                  |  |  |                    |  |
|                                       |                                        | 10. Robert Brudenell, VI conte di Cardigan         | 20. Robert Brudenell                               |  |  |       |  |  |                  |  |  |                    |  |
|                                       |                                        | 10. Robert Brudenell, VI conte di Cardigan         | 20. Robert Brudenell                               |  |  |       |  |  |                  |  |  |                    |  |
|                                       |                                        | 10. Robert Brudenell, VI conte di Cardigan         | 21. Anne Bishopp                                   |  |  |       |  |  |                  |  |  |                    |  |
| 5. Charlotte Brudenell                |                                        | 10. Robert Brudenell, VI conte di Cardigan         |                                                    |  |  |       |  |  |                  |  |  |                    |  |
|                                       |                                        | 11. Penelope Cooke                                 | 22. George John Cooke                              |  |  |       |  |  |                  |  |  |                    |  |
|                                       |                                        | 11. Penelope Cooke                                 | 22. George John Cooke                              |  |  |       |  |  |                  |  |  |                    |  |
|                                       |                                        | 11. Penelope Cooke                                 | 23. Penelope Bowyer                                |  |  |       |  |  |                  |  |  |                    |  |
| 1. Winifred Sturt                     |                                        | 11. Penelope Cooke                                 |                                                    |  |  |       |  |  |                  |  |  |                    |  |
|                                       | 12. Richard Bingham, II conte di Lucan | 24. Charles Bingham, I conte di Lucan              |                                                    |  |  |       |  |  |                  |  |  |                    |  |
|                                       | 12. Richard Bingham, II conte di Lucan | 24. Charles Bingham, I conte di Lucan              |                                                    |  |  |       |  |  |                  |  |  |                    |  |
|                                       | 12. Richard Bingham, II conte di Lucan | 25. Margaret Smith                                 |                                                    |  |  |       |  |  |                  |  |  |                    |  |
| 6. George Bingham, III conte di Lucan | 12. Richard Bingham, II conte di Lucan |                                                    |                                                    |  |  |       |  |  |                  |  |  |                    |  |
|                                       |                                        | 13. Elizabeth Belasyse                             | 26. Henry Belasyse, II conte Fauconberg            |  |  |       |  |  |                  |  |  |                    |  |
|                                       |                                        | 13. Elizabeth Belasyse                             | 26. Henry Belasyse, II conte Fauconberg            |  |  |       |  |  |                  |  |  |                    |  |
|                                       |                                        | 13. Elizabeth Belasyse                             | 27. Charlotte Lamb                                 |  |  |       |  |  |                  |  |  |                    |  |
| 3. Augusta Bingham                    |                                        | 13. Elizabeth Belasyse                             |                                                    |  |  |       |  |  |                  |  |  |                    |  |
|                                       |                                        | 14. Robert Brudenell, VI conte di Cardigan (= 10.) | 28. Robert Brudenell (= 20.)                       |  |  |       |  |  |                  |  |  |                    |  |
|                                       |                                        | 14. Robert Brudenell, VI conte di Cardigan (= 10.) | 28. Robert Brudenell (= 20.)                       |  |  |       |  |  |                  |  |  |                    |  |
|                                       |                                        | 14. Robert Brudenell, VI conte di Cardigan (= 10.) | 29. Anne Bishopp (= 21.)                           |  |  |       |  |  |                  |  |  |                    |  |
| 7. Anne Brudenell                     |                                        | 14. Robert Brudenell, VI conte di Cardigan (= 10.) |                                                    |  |  |       |  |  |                  |  |  |                    |  |
|                                       |                                        | 15. Penelope Cooke (= 11.)                         | 30. George John Cooke (= 22.)                      |  |  |       |  |  |                  |  |  |                    |  |
|                                       |                                        | 15. Penelope Cooke (= 11.)                         | 30. George John Cooke (= 22.)                      |  |  |       |  |  |                  |  |  |                    |  |
|                                       |                                        | 15. Penelope Cooke (= 11.)                         | 31. Penelope Bowyer (= 23.)                        |  |  |       |  |  |                  |  |  |                    |  |
|                                       |                                        | 15. Penelope Cooke (= 11.)                         |                                                    |  |  |       |  |  |                  |  |  |                    |  |